# Nuevo Ideal
Nuevo Ideal là một đô thị thuộc bang Durango, México. Năm 2005, dân số của đô thị này là 24245 người.